# Andrea Figari
Andrea Figari (Sassari, 30 novembre 1858 – Genova, 20 novembre 1945) è stato un pittore italiano, fu erede della Scuola grigia a Genova.

## Biografia
Si trasferì giovanissimo a Genova dove frequentò i corsi di pittura dell'Accademia Ligustica di Belle Arti diretti da Tammar Luxoro, sotto la cui guida si dedicò alla pittura di paesaggio, lavorando negli stessi luoghi degli aderenti alla cosiddetta Scuola grigia o scuola dei grigi, a Carcare, in Val Bormida, nelle valli del Piemonte, ad Albaro e nel vicino quartiere di San Nazaro, assorbendo lo spirito e le idee dei paesisti genovesi: Rayper, De Avendano, Issel, Musso, De Andrade e Luxoro che ebbero collegamenti con la piemontese Scuola di Rivara.
Fu tra gli artisti fondatori della "scuola degli spinaci" (esaltazione del colore verde della campagna ligure) così chiamata in senso dispregiativo dai critici del tempo, innovatrice e di rottura con la tradizione accademica romantica del tempo.

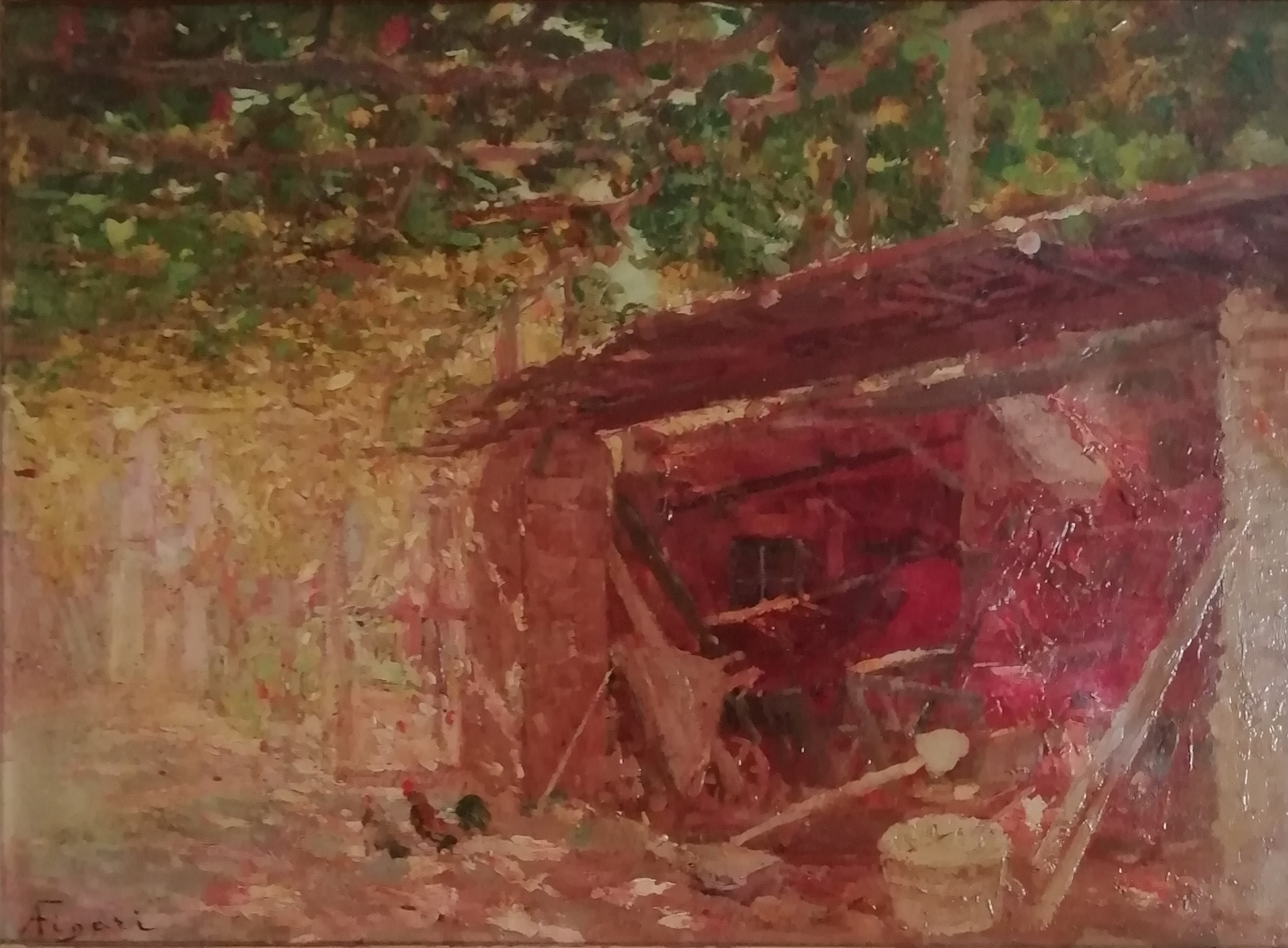
A.Figari "Dintorni di Ormea", collezione privata

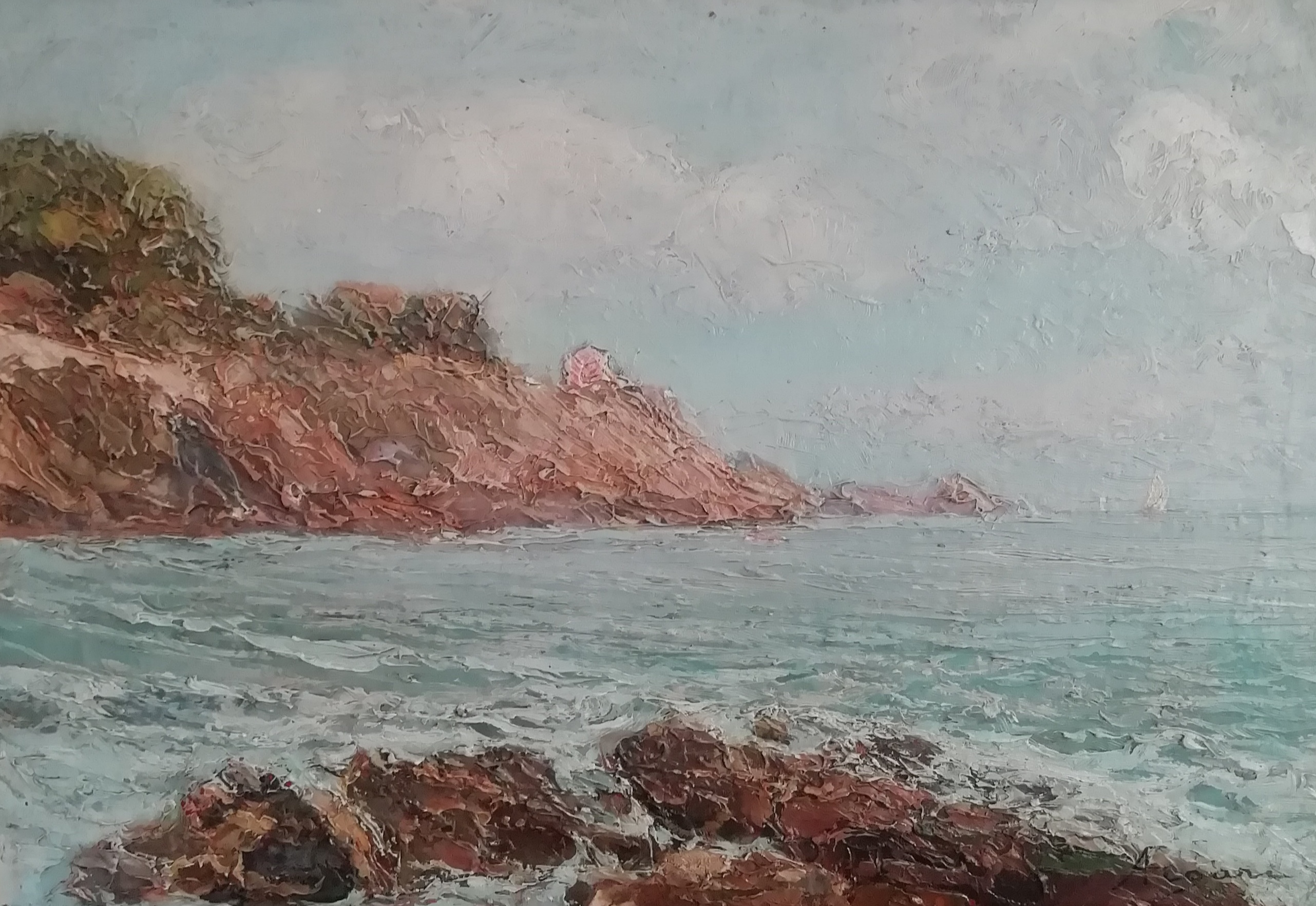
A.Figari "Golfo di Priaruggia (Genova)", collezione privata

Partecipò fra il 1880 e il 1882 alle Promotrici genovesi e all'Esposizione della Promotrice di Belle Arti di Torino. Abbandonò in seguito i temi campestri per vedute della riviera ligure soffermandosi su soggetti di pretto carattere marino tanto da conquistarsi la fama di grande marinista facendogli meritare l'abituale nomignolo di Tempesta dell'Ottocento.
Impeto, forma e colore del mare, per quanto controllati dal vero, vennero poetizzati, esaltati e talvolta esasperati dai pennelli del Figari, avviatosi ormai, secondo naturali tendenze, ad una forma di autentico lirismo pittorico schiettamente ligure.
In occasione dell'Esposizione del 1892 per il quattrocentenario della scoperta dell'America e in onore di Cristoforo Colombo una sua marina fu acquistata dal re Umberto I di Savoia. "L'antro del diavolo a Vernazza" dipinto con pennellate robuste e vive, squarcia lo scenario della realtà e col rabbioso tumulto del mare riesce a realizzare percezioni quasi ossessive e paurose che sconfinano il limite dei sensi. Venne esposto nel 1899 e fu acquistato dal Kedivè d'Egitto.
Figari fece parte a tutti gli effetti della Famiglia Artistica Genovese e fu in rapporto di amicizia con Cesare Viazzi, Giuseppe Pennasilico, Angelo Costa, Guido Meineri, Lazzaro Luxardo e con gli scultori Vittorio Lavezzari e Lorenzo Orengo con i quali usava ritrovarsi al caffè del Teatro Carlo Felice, in Galleria Mazzini.
Sue opere figurano alla Galleria d'Arte Moderna di Genova, alla quadreria della Camera di Commercio di Genova, al Museo del Cairo.